# 巴格希爾鎮區 (北卡羅萊納州哥倫布縣)
巴格希爾鎮區（英語：Bug Hill Township）是位於美國北卡羅萊納州哥倫布縣的一個鎮區。

## 地方資料
巴格希爾鎮區的面積為199.68平方千米，皆為陸地。根據2020年美國人口普查的數據，當地共有人口1900人，而人口密度為每平方千米9.52人。